# Ankara
Ankara (tidligere Angora) er Tyrkiets hovedstad og næststørste by, efter den tidligere hovedstad, Istanbul. Byen har 5.803.482(2023) indbyggere, og metroområdet har næsten 5.639.076 (2019) indbyggere.
Da den tyrkiske republik blev grundlagt i 1923, valgtes byen som ny hovedstad. I årene op til var den base for den senere præsident og landsfader, Mustafa Kemal Atatürk. Ankara ligger i den Centralanatoliske region.
Ankara er en by med mange offentlig ansatte. Byen huser de store statsinstitutioner og ambassader. Både det gamle parlament og det nye parlament er placeret i Ankara. Ligeledes er det gamle præsidentpalads og det nye præsidentpalads som er bygget af Recep Tayyip Erdogan placeret i Ankara. 